# جان مارشال اوانس
جان مارشال اوانس (انگلیسی: John Marshall Evans؛ زادهٔ 1948) دیپلمات ارمنی‌تبار اهل ایالات متحده آمریکا است که از تاریخ ۳۰ ژوئن ۲۰۰۴ تا تاریخ ۱۰ سپتامبر ۲۰۰۶ به عنوان سفیر ایالات متحده آمریکا در ارمنستان خدمت نمود.

## زندگینامه
در 1948 در نیوپورت نیوز، ویرجینیا به دنیا آمد و از دانشگاه ییل و دانشگاه کلمبیا فارغ التحصیل شد. 